# Enric Balcells i Rocamora
Enric Balcells i Rocamora (Barcelona, el 31 de març del 1922 – Jaca, el 5 de febrer del 2007) fou el principal creador del Centro Pirenaico de Biología Experimental i un dels zoòlegs més destacats de l'Estat espanyol després de la Guerra Civil Espanyola.

## Biografia
A la dècada de 1930 va estudiar el batxillerat a Barcelona i a Sevilla, el qual va finalitzar el 1939, un cop acabada la Guerra Civil Espanyola. Va completar estudis de ciències naturals a la Universitat de Barcelona, on es va llicenciar el 1943. Després, el 1950, es va doctorar a la Universitat Complutense de Madrid amb una tesi d'entomologia: "Estudio morfológico, biológico y ecológico de Haltica lythri ssp. ampelophaga Guérin-Meneville (Col. Chrysomelidae)". En la seua etapa de formació va visitar diversos centres científics internacionals: París, Ginebra, Basilea, Lausana, Nàpols, Brussel·les, Nova York, Chicago, etc. El 1950 va ingressar al Consell Superior d'Investigacions Científiques (CSIC) on va exercir primer com a col·laborador científic, després com a investigador científic (1957) i, finalment, com a professor d'investigació (1971) fins a la seua jubilació el 1987. Va compaginar, si més no parcialment, la seua tasca investigadora amb la de docent i, així, a la Universitat de Barcelona, va ésser professor de pràctiques de zoologia (1955) i professor encarregat de zoologia i biologia, mentre que a l'Escola d'Enginyers Industrials de Terrassa va impartir classes de biologia general (1955-1964). Més tard, va ésser professor de zoologia i ecologia a la Universitat de Navarra (1967-1971). Per encàrrec de José M. Albareda (1902-1966), en aquell temps secretari del CSIC, va fundar el 1963 el Centro Pirenaico de Biología Experimental, del qual fou director durant vint anys. A Jaca va compaginar aquesta direcció amb la de l'Institut d'Estudis Pirinencs (1966-1984), el qual, en fusionar-se amb el de Biologia Experimental, va donar lloc, el 1983, a l'actual Instituto Pirenaico de Ecología. El canvi d'ubicació geogràfica va provocar una modificació en l'orientació científica de Balcells, ja que va abandonar gairebé del tot les seues investigacions entomològiques agrícoles i de biologia marina per passar a investigar sobre zoogeografia, embriologia, etnografia, bioclimatologia, fisiologia de peixos, malacologia, limnologia i, fins i tot, a fer tasques administratives. Fou un dels principals artífexs del programa sobre fauna i flora de l'Estat espanyol que, el 1979, va iniciar el CSIC, a partir del qual es van desenvolupar els projectes Fauna ibérica, Flora ibérica i Flora mycologica ibérica que, encara vigents, constitueixen la més important aportació científica en l'estudi de la diversitat biològica de l'Estat espanyol. A més, va ocupar càrrecs directius al CSIC i va formar part de nombrosos comitès científics estatals i internacionals: el del Parc Nacional dels Pirineus (a França), delegat permanent de l'Estat espanyol a la secció de zoologia del Working Group on European Cooperation in Taxonomy, Systematics and Biological Recording, de l'European Science Foundation, etc. Així mateix, va ésser membre de diverses institucions científiques: Institut Equatorià de Ciències Naturals (1971), Societat Zoològica de França (1977), acadèmic de la Reial Acadèmia de Ciències i Arts de Barcelona (1982), soci honorari de la Reial Societat Espanyola d'Història Natural (2003), etc. L'any 1991 fou investit Doctor honoris causa per la Universitat de Saragossa. Va morir el 5 de febrer del 2007 a Jaca.

## La seua defensa i protecció de la vaca pirinenca
A més de la seua tasca científica, és de destacar el seu afany per portar a la pràctica les teories provinents de la seua recerca. En aquest sentit, va dedicar esforços i els seus recursos econòmics a la recuperació de la vaca pirinenca, la qual havia estat marginada pels ramaders pirinencs substituint-la per altres races que consideraven més rendibles econòmicament. Les teories del professor Balcells defensen que la vaca pirinenca és la que millor s'adapta a les característiques del medi físic pirinenc car aprofita millor les pastures naturals i és més resistent a les malalties. Avui, la política de la Unió Europea tendeix a impulsar les races autòctones, lligades a la terra, de manera que els esforços d'aquest investigador per recuperar i conservar una de les races més representatives, perfectament adaptada al medi pirinenc, suposa un precedent en la recuperació d'altres espècies autòctones.

## Ideologia
La seua marcada ideologia catòlica (molt propera a l'Opus Dei) el distanciava de gent molt valuosa des del punt de vista científic. Aquesta ideologia va constituir el seu gran problema a l'hora de seleccionar els seus alumnes, ja que mai no va entendre que no necessàriament el bon científic havia de tindre les mateixes creences religioses que ell. A més, la seua sòlida posició econòmica (era de l'opinió que, en aquells temps i a l'Estat espanyol, només els adinerats podien fer ciència) li permeté viatjar molt i intercanviar informació amb molts col·legues estrangers. Aquesta independència econòmica i de l'establishment acadèmic li comportà l'enveja d'alguns científics, els quals li bloquejaren l'accés al cos del professorat universitari malgrat la seua vàlua i els més de 20 anys de servei com a professor contractat.

## Publicacions
Va realitzar algunes obres de divulgació sobre la fauna i els sistemes naturals de la muntanya pirinenca (sobretot, dels Pirineus Centrals), va dirigir diverses tesis doctorals i va publicar més de 300 treballs científics sobre temes zoològics (d'invertebrats i vertebrats), ecològics, biogeogràfics i conservació de la natural, els quals van aparèixer en revistes espanyoles i internacionals: Sinergia, Pirineos (la qual va dirigir entre els anys 1966 i 1984), Geographicalia, Bulletin de l'Institut Royal de Sciences Naturelles de Belgique, Säugetierkundliche Mitteilungen, British Journal of Herpetology, Bulletin de la Société zoologique de France, etc.

## Anècdotes
El maig del 2003 se li va atorgar la màxima distinció de la ciutat de Jaca, el Sueldo Jaqués, i, a més, en la guia de carrers de la susdita ciutat hi ha un carrer amb el seu nom.